# 훈육
훈육(葷粥, 獯鬻, 薰育, 薰粥, 獯粥, 薰鬻)은 고대 중국의 유목민족으로, 상나라 대에 활동하였다.

## 역사
훈육, 귀방(鬼方), 험윤, 흉노는 동일한 민족이지만 시기에 따라 명칭이 다르다고 여겨진다. 다만 《사기》에는 험윤과 훈육을 개별로 적고 있어 그들이 두 개의 다른 민족이라고 보기도 한다. 또한 이들 모두가 황제의 후예라고 보기도 한다. 그러나 사실상 훈육, 귀방, 험윤 등의 융적(戎狄) 민족과 흉노 등의 유목민족은 모두 어떠한 계승관계도 찾을 수 없다.
주나라의 시조 고공단보는 원래 빈(豳)에 살았는데, 훈육의 공격을 받아 그들에게 신하로 복종하였으며, 이후 기산(岐山)으로 옮겨갔다. 《맹자》 또한 고공단보가 신하로서 훈육을 섬긴 고사를 기록하지만 고공단보가 기산으로 옮긴 이유는 강녀(姜女)를 아내로 맞이하기 위해서지 훈육이 원인이 아니라고 적은 점은 다르다.
근대에 와서 왕궈웨이, 량치차오, 우치다 간푸(內田吟風) 등 학자들은 모두 훈육, 험윤, 흉노 모두가 공통의 선조를 가진 동일한 민족이라고 여긴다. 다만 현대의 학자 린윈(林沄)은 형질인류학, 자연환경 등의 관점에서 분석하면 훈육 등 융적(戎狄)과 후세의 흉노 등의 유목민족은 어떠한 관계도 찾을 수 없다고 한다.

## 같이 보기
- 귀방
- 험윤
- 흉노